# Liechtenstein ai Giochi della XXVI Olimpiade
Il Liechtenstein partecipò ai Giochi della XXVI Olimpiade, svoltisi ad Atlanta, Stati Uniti, dal 19 luglio al 4 agosto 1996, con una delegazione di 2 atlete impegnate in due discipline.